# Premio Nacional de Investigación Gregorio Marañón
El Premio Nacional de Investigación Gregorio Marañón es un premio de Medicina convocado por el Ministerio de Ciencia, Innovación y Universidades de España.
El premio se instauró en 2001 y pertenece junto con otros nueve premios a los Premios Nacionales de Investigación.
El objetivo de todos estos premios es el reconocimiento de los méritos de las científicos o investigadores españoles que realizan «una gran labor destacada en campos científicos de relevancia internacional, y que contribuyan al avance de la ciencia, al mejor conocimiento del hombre y su convivencia, a la transferencia de tecnología y al progreso de la Humanidad».

## Premiados
| Año  | Investigador                      | Trabajo |
| ---- | --------------------------------- | --- |
| 2002 | Antonio Fernández de Molina Cañas | el papel de la pared arterial en la regulación neuroquímica de la presión sanguínea, bases neurofisiológicas de la integración sensorial-afectiva |
| 2004 | José María Mato de la Paz         | patología hepática, esteatohepatitis no alcohólica |
| 2006 | Joan Rodés Teixidor               | contribuciones en la práctica clínica en hepatología |
| 2008 | Carlos Belmonte Martínez          | promoción de la investigación científica biomédica en España y en el ámbito internacional |
| 2010 | Carlos Martínez Alonso            | contribuciones al conocimiento de la fisiología del sistema inmunitario y de sus implicaciones en la patología humana y en la medicina reparativa |
| 2014 | Jesús María Prieto Valtueña       | terapia génica en enfermedades hepáticas y en cáncer |
| 2019 | Valentín Fuster                   | Por sus enormes aportaciones a la investigación, a la prevención y al diagnóstico y tratamiento de la patología cardiovascular. |
| 2020 | Elías Campo Guerri                | Por sus contribuciones pioneras al estudio de las neoplasias linfoides, y por la repercusión que estas investigaciones han tenido tanto en la caracterización clínica como en la definición de diagnósticos y nuevas terapias de dichas enfermedades. |
| 2021 | Jesús San Miguel                  | Por sus contribuciones pioneras al estudio de investigación biomédica, que ha desarrollado un cambio de paradigma en la concepción de patologías como el mieloma múltiple y en sus tratamientos.                                                      |
| 2022 | Miguel Ángel Martínez-González    | Por sus singulares aportaciones sobre la relevancia de la nutrición en medicina preventiva y, en particular, de la dieta mediterránea, así como sobre la intervención conductual para cambiar los estilos de vida.                                    |
| 2023 | Luis Enjuanes Sánchez             | Por sus trabajos en el campo de la virología |
| 2024 | Carmen Ayuso García               | Por sus investigaciones sobre enfermedades raras, por descubrir nuevos genes y mecanismos patogénicos. |